# Responsabilité contractuelle au Québec
La responsabilité contractuelle au Québec est codifiée à l'article 1458 du Code civil du Québec.

« Toute personne a le devoir d’honorer les engagements qu’elle a contractés.
Elle est, lorsqu’elle manque à ce devoir, responsable du préjudice, corporel, moral ou matériel, qu’elle cause à son cocontractant et tenue de préparer ce préjudice; ni elle ni le cocontractant ne peuvent alors se soustraire à l’application des règles du régime contractuel de responsabilité pour opter en faveur de règles qui leur seraient plus profitables. »

## Interdiction de l'option de régime
La fin de l'article 1458 codifie une règle qui interdit au demandeur en justice de délaisser la responsabilité contractuelle et d'opter en faveur de la responsabilité extracontractuelle lorsqu'il intente une poursuite. Lorsqu'il insère cette règle dans le Code civil du Québec en 1994, le législateur va à l'encontre d'une décision de la Cour suprême du Canada de 1981. Dans l'arrêt Wabasso Ltd. c. National Drying Machinery Co, la Cour suprême avait statué que le demandeur avait une option de régime  dans le Code civil du Bas-Canada qui lui laissait choisir entre l'un ou l'autre régime de responsabilité. Face aux vives critiques des spécialistes de droit civil, le législateur a décidé de changer la règle et d'interdire l'option de  régime. 

## Droit d'exiger l'exécution d'une obligation contractuelle
En droit des obligations, la disposition principale qui permet au créancier d'exiger l'exécution d'une obligation contractuelle en cas de manquement à la responsabilité contractuelle est l'article 1590 C.c.Q. 

« 1590. L’obligation confère au créancier le droit d’exiger qu’elle soit exécutée entièrement, correctement et sans retard.
Lorsque le débiteur, sans justification, n’exécute pas son obligation et qu’il est en demeure, le créancier peut, sans préjudice de son droit à l’exécution par équivalent de tout ou partie de l’obligation:

 1°  Forcer l’exécution en nature de l’obligation;

 2°  Obtenir, si l’obligation est contractuelle, la résolution ou la résiliation du contrat ou la réduction de sa propre obligation corrélative;

 3°  Prendre tout autre moyen que la loi prévoit pour la mise en œuvre de son droit à l’exécution de l’obligation. »